# 完顏洪輝
完颜洪辉（1197年6月3日—1197年11月28日），为金朝宗室，金章宗完颜璟的第五子。母亲不详。
女真本名完颜讹论，承安二年五月十六己丑（1197年6月3日）出生，满月时，封寿王。闰六月壬午，患急风兵，招募能治病的人加宣武将军，赐五百万钱。甲申，病愈，金章宗命人印《无量寿经》一万卷报谢，在衍庆宫作普天大醮七天，不奏刑名，仍禁屠宰。十月十八丁亥（11月28日），完颜洪辉夭折，备礼葬。

## 資料
- 《金史》卷九十三 列传第三十一 章宗诸子